# 서부주 (아이티)

서부주의 위치

서부주(프랑스어: Ouest 노르우에스트[*], 아이티어: Lwès 르웨스)는 아이티 남동부에 위치한 주로 주도는 포르토프랭스(아이티의 수도이기도 함)이며 면적은 4,827km2, 인구는 4,029,705명(2015년 기준)이다.
북동쪽으로는 중앙주, 북서쪽으로는 아르티보니트주, 남쪽으로는 남동부주, 서쪽으로는 니프주와 접하며 동쪽으로는 도미니카 공화국과 국경을 접한다. 고나브섬은 이 주에 속한다. 5개 구를 관할한다.